# 和装本

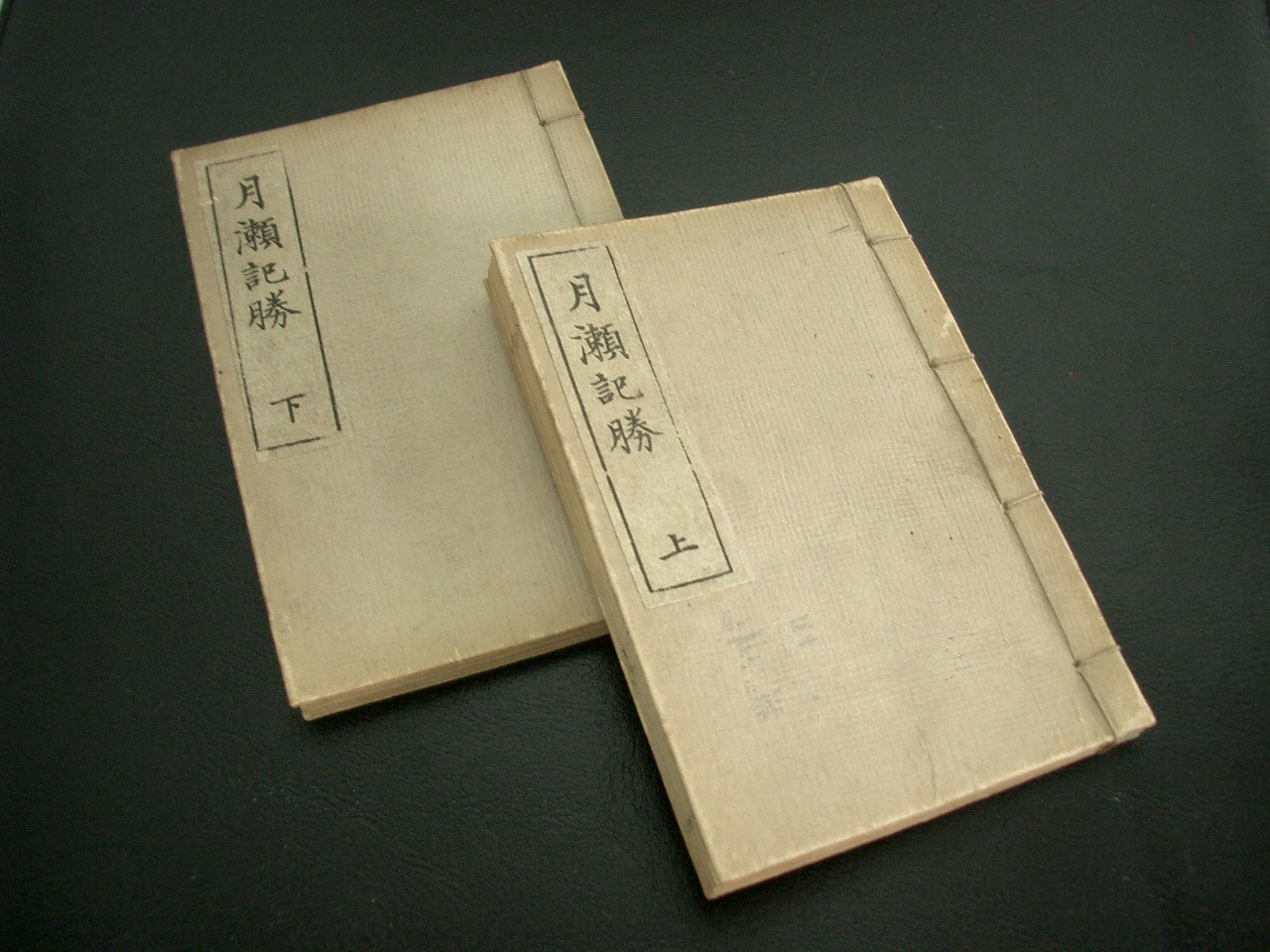
明治時代の携帯本で、四つ目袋綴じの形態

和装本（わそうぼん）とは、日本の伝統的な製本法によって製作された書籍のこと。和本ともいう。

## 体裁
東洋における本の体裁は、本文料紙を横につないだ巻子装本及び折本装本と、本文料紙を重ね合わせて糊や糸で留めた草子本及び冊子装本の4種に大別される。なお、中国では紙が出現する以前の時代に竹簡や木簡を閉じたものや貝多羅樹の葉を利用した貝葉経のような形態のものもあり、日本にもその遺例がある。
なお「和書」は書籍の内容による分類に用いられる用語で、装丁による分類に用いられる和装本（和本）とは合致しないことがある。従って、和刻本（日本で版が起こされた漢籍）も和装本に含まれる。また、和装本の多くが和紙を用いているが、稀に中国産の紙に摺刷した唐紙刷と呼ばれる和装本も存在する。

### 種類

#### 巻子装本（巻子本）
紙の本の体裁のうち最も古いものは巻子装本（巻子本）である。巻子装はいわゆる巻物の形式であり、和装本は巻物状の巻子装とそれ以外の形態の帖装とに大別される。

#### 折本装本（折本）
折本装本（折本）は巻子装本から軸を取り外し本文料紙を一定の行数で折りたたんだ形態の装本である。

#### 草子本
粘葉装など本文の料紙を重ね合わせて糊で貼り合わせた形態の装本を草紙本という。粘葉装とは、料紙を二つ折りにし、各料紙の折り目の外側に糊を付けて装本したものである。

#### 冊子装本
冊子装本は本文の料紙を糸で綴じた形態の装本をいう。冊子装には綴葉装や袋綴装がある。

#### 大和綴じ
二つ折りにした紙を袋とじのように重ね、中綴じをしたのち表紙をつけて四か所に穴をあけて紐を通して二本の紐で二箇所ずつ結んだ形態の装本である。

##### 綴葉装
綴葉装とは、数枚の料紙を重ね合わせて二つ折りにして一括りとし、数括りを重ねて表裏の表紙とともに背を糸で綴じた形態の装本である。この装丁は現代の大学ノートに近い装丁法である。

##### 袋綴装
袋綴装とは料紙の文字面が外側になるように二つ折りにし、折り合わせた小口を右側に揃えて穴（4穴から6穴）を開けて糸で綴じた形態の装本である。袋綴じともいう。
近世の和本の多くは本文を記した和紙をこよりや糸で綴じ、その上に付ける表紙は紙を2、3枚ほど重ねて裏打ちしたものである。ゆえに重量は洋装本に比べて軽い。その大きさは漉いたままの和紙を四つまたは六つに折ってできたものが基準になっており、大本、中本、小本、横本など様々な寸法のものがある。和本の本文は写本のほか木版刷り、石版、銅版、活版によるものもある。木版本は写本に比べれば大量に製本でき、江戸時代の木版出版の隆盛により作られた書籍が和本として大量に残り、博物館や郷土資料館、図書館などに収蔵される。一方相当数が古書籍として、今でも古書店などで取引されている。
四つ目綴じ（綴じ側に四つ穴が開いたもの）が代表的であるが、ほかにも綴じ方によって五つ目綴じ、亀甲綴じ、麻の葉綴じ、康熙綴じと呼ばれるものがある。その工程の一例をあげれば以下のようである。
1. 出来上がった本文を二つ折りにし、しっかりと折り目をつけ並べる。
2. 折丁をそろえる。丁合をとる。
3. 目打ちで下綴じをするための穴をあける。
4. こよりで下綴じをする。
5. 紙の三方を切り落として本の大きさを揃える。
6. 糊で前後の表紙をつける。
7. 目打ちで糸を通す穴を表紙にあける。
8. 針を使って糸を通し、綴じる（本綴じという）。
9. 題箋（書名を記した紙片）を表紙に貼り、完成。